# Orchidophaga gastrodiacola
Orchidophaga gastrodiacola är en tvåvingeart som beskrevs av Kato, Tsuji och Kawakita 2006. Orchidophaga gastrodiacola ingår i släktet Orchidophaga och familjen kolvflugor. Inga underarter finns listade i Catalogue of Life.